# Dubok (kamuflaż)

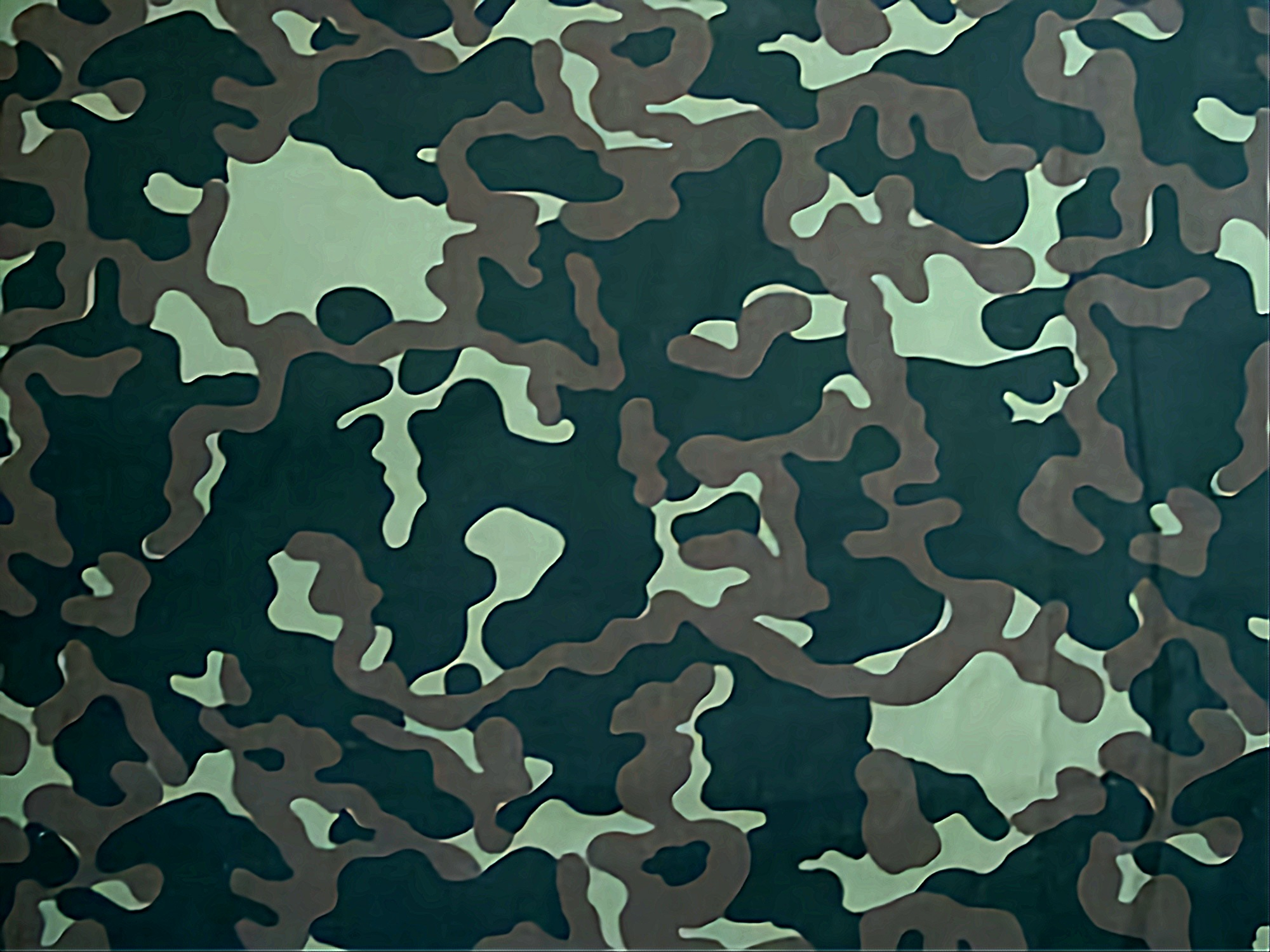
Kamuflaż dubok

Dubok, WSR-84, TCKO (ros. дубок, ВСР-84, ТЦКО) – kamuflaż na mundurach Sił Zbrojnych Związku Socjalistycznych Republik Radzieckich (armia, piechota morska marynarki wojennej), opracowany w 1984.

## Opis
Dubok występuje w wielu wariantach kolorystycznych. Typowy schemat kolorystyczny (tzw. „ameba”) to ciemnozielone i brunatne plamy na jasnozielonym tle.

## Użytkowanie
- Siły Zbrojne Ukrainy – od lat 1990 do 2014[4], zastąpiony przez kamuflaż MM-14(inne języki) (M14)[5][6][7]

## Historia
Kamuflaż dubok został opracowany Armii Radzieckiej w 1984, jednak już po kilku latach od wprowadzenia zaczął być zastępowany nowszymi wzorami. Po rozpadzie ZSRR znalazł się w standardowym wyposażeniu Sił Zbrojnych Ukrainy. W 2012 Mychajło Kowal, p.o. ministra obrony Ukrainy, zapowiedział zaprzestanie zakupu „dubków” i zastąpienie ich nowocześniejszym wyposażeniem. W 2015 Ministerstwo Obrony Ukrainy wprowadziło nowe standardy materiałowe, zgodne ze standardami NATO.

## Galeria: żołnierze ukraińscy w mundurach typu „dubok”

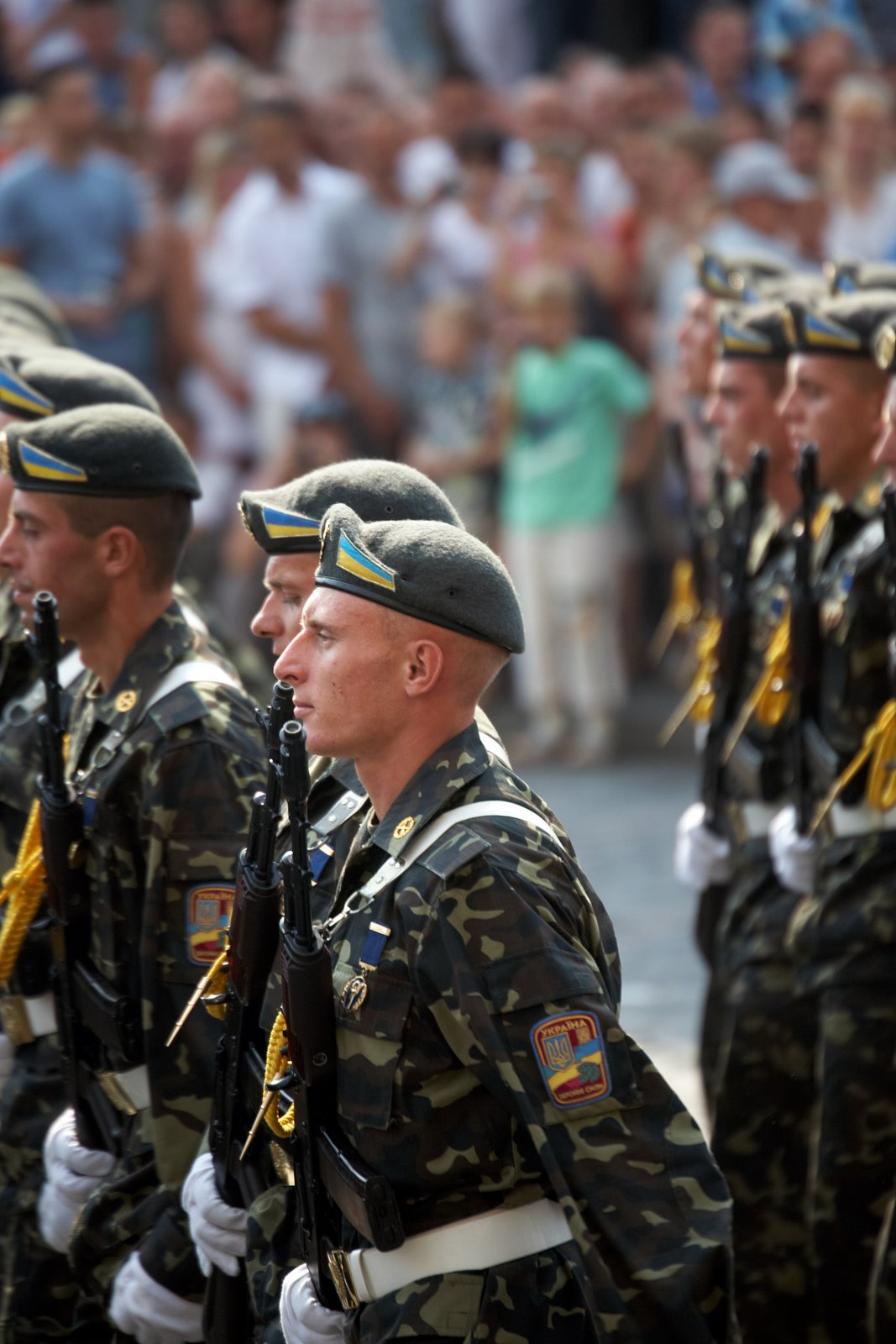
Defilada z okazji Dnia Niepodległości w Kijowie (2008).
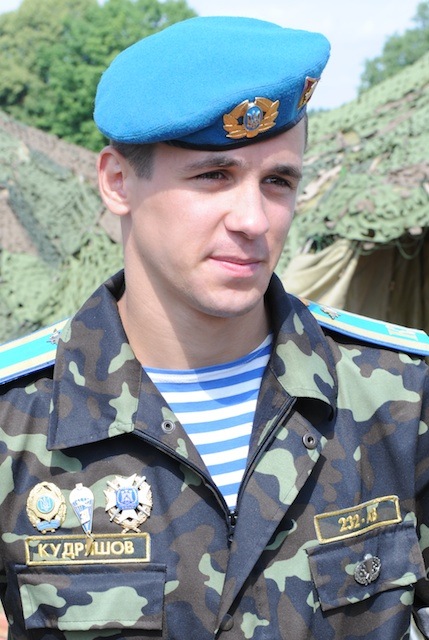
Żołnierz 95 Brygady Powietrznodesantowej podczas ćwiczeń Rapid Trident 2012 (Jaworów)
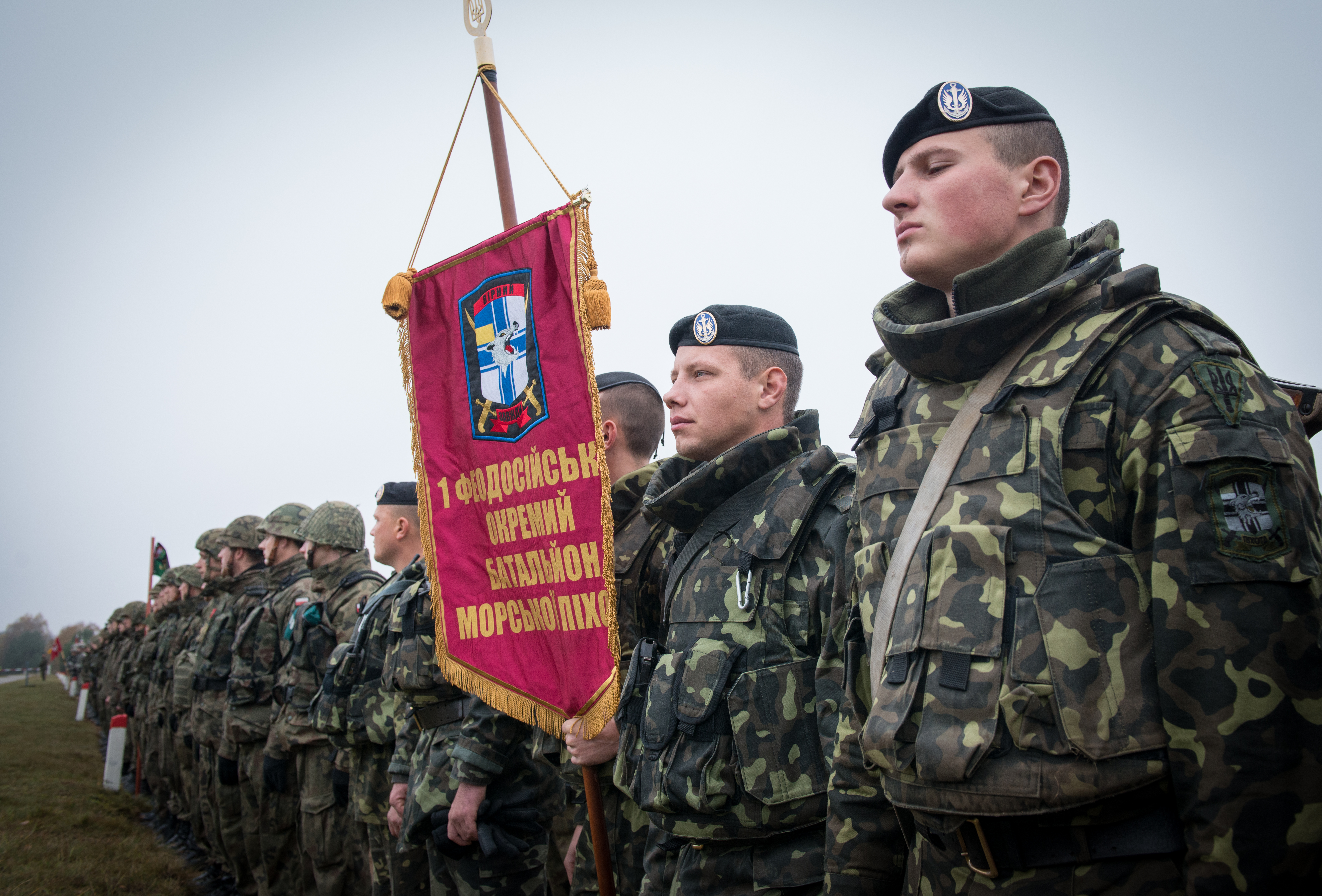
Żołnierze 1 Samodzielnego Batalionu Piechoty Morskiej na ceremonii otwarcia ćwiczeń SteadfastJazz na poligonie w Drawsku (3.11.2013)
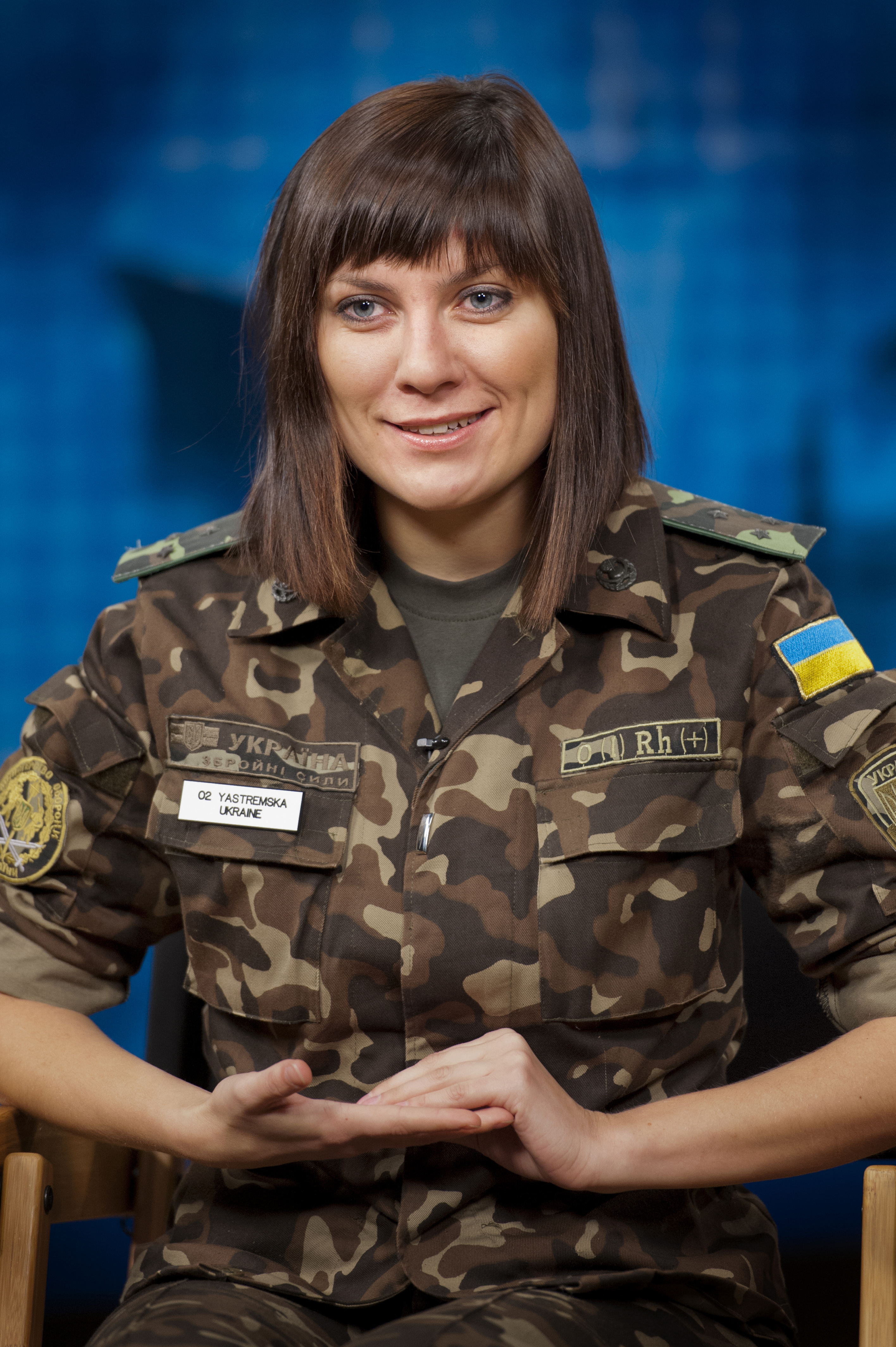
Starszy lejtnant Iryna Jastriemska podczas wywiadu telewizyjnego (2012)